# Ястремский, Сергей Васильевич
Сергей Васильевич Ястремский (1857—1941), участник русского революционного движения; фольклорист, этнограф, языковед, исследователь якутского языка.

## Биография
Родился в Харькове 20 сентября (2 октября) 1857 года в семье мелкого чиновника Государственного банка. В 10 лет он был отдан в Харьковскую гимназию, окончив которую в 1875 году, поступил на медицинский факультет Императорского Харьковского университета, где вошёл в студенческий кружок, вёл пропаганду среди рабочих и студентов. Уже в 1876 году он был арестован, но вскоре освобождён. Уехав во Львов, где вновь был арестован и после месяца тюремного заключения выслан за границу, где он был больше года, он занимался в Женеве литературной работой: так, в лондонской газете «Вперед» он напечатал статью о невыносимо тяжёлом содержании политических каторжников в харьковских центральных тюрьмах. В Швейцарии он встречался со многими русскими эмигрантами: М. П. Драгомановым, М. К. Элпидиным, В. Н. Черкезовым
По возвращении в Австро-Венгрию был арестован во Львове, передан России и в марте 1880 года приговорён «к 15 годам каторжных работ в рудниках, но, за несовершеннолетием во время совершения „преступления“, приговор тут же был смягчен на 10 лет в крепости». Наказание отбывал на Средней Каре, где заключённые работали, снимая слои пустых пород, лежащие на золотоносных. Затем его перевели в тюрьму, построенную в Нижней Каре, где были устроены столярные мастерские. Здесь, вместе с ним отбывали наказание многие революционеры из интеллигенции: профессор химии Ф. Г. Богданович, математик С. Ф. Ковалик, энциклопедист А. Ф. Михайлов, доктор О. Э. Веймар. Как вспоминал в автобиографии Ястремский

В тюрьме была превосходная библиотека, очень богатая книгами по всем отраслям знаний, с редкими и ценными сочинениями не только на русском, но и на французском, немецком, английском и итальянском языках. В инструкции был пункт, что государственные преступники могут пользоваться всеми книгами, выходящими в России. Получались нами поэтому регулярно толстые ежемесячные журналы и даже ежедневные газеты (конечно, с большим запозданием).

В марте 1886 года вместе с женой он был отправлен на поселение в Якутскую область. В июне они прибыли в Иркутск, откуда Ястремский под конвоем двух солдат продолжил путь в Якутию, а жена вернулась в Россию.
В ссылке он принял участие в Сибиряковской экспедиции, исследовал, по заданию Д. А. Клеменца, язык и фольклор якутов. В 1896 году по ходатайству Географического общества генерал-губернатор Горемыкин разрешил перевести Ястремского в Иркутск, куда приехала и его жена. Служил в Иркутском отделении Сибирского торгового банка, печатался в «Восточном обозрении». Одновременно принимал участие в работе Восточно-Сибирского отдела Географического Общества, опубликовал несколько работ по якутскому языку: «Падежные суффиксы в якутском языке» и «Грамматика якутского языка», удостоившиеся лестного отзыва академика В. Ф. Миллера. Также была напечатана его работа «Остатки старинных верований у якутов».
По распоряжению департамента полиции от 24 апреля 1900 года он был подчинён негласному надзору. В августе того же года ему было разрешено вернуться в Европейскую Россию. С 1902 года он жил в Одессе, работал счетоводом в банке. Принимал активное участие в революционных событиях 1905 года. После Октябрьской революции служил в одесском статистическом бюро.
Был сотрудником Академии Наук СССР по фольклору якутов. Скончался в Одессе 3 августа 1941 года.

## Сочинения
- Грамматики якутского языка. Иркутск, 1900; 2-е изд., перераб., М., 1938.